# لیائو مینگ-هیونگ
لیائو مینگ-هیونگ (انگلیسی: Liao Ming-hsiung؛ زادهٔ ۱۸ اکتبر ۱۹۶۸) بازیکن بیسبال اهل تایوان است.